# Liste des nerfs du corps humain
Ce qui suit est une liste des nerfs du corps humain. L'exhaustivité de cette liste est incertaine, il est plus prudent de la considérer comme étant incomplète.
- plexus de l'aorte abdominale
- Nerf abducens
- nerf accessoire
- nerf accessoire obturateur
- nerf d'Alderman
- Nerf anococcygéal
- anse cervicale
- nerf interosseux antérieur
- Nerf alvéolaire antérieur supérieur
- plexus d'Auerbach
- Nerf auriculo-temporal
- nerf axillaire
- Plexus brachial
- branche vestibulaire du nerf facial
- Nerf buccal
- nerf vestibulaire
- plexus cardiaque
- plexus caverneux
- ganglion cœliaque
- branche cervicale du nerf facial
- plexus cervical
- Corde du tympan
- ganglion ciliaire
- nerf coccygien
- nerf cochléaire
- nerf fibulaire commun
- nerfs digitaux palmaires communs du nerf médian
- branche profonde du nerf radial
- nerf fibulaire profond
- nerf pétreux profond
- nerfs temporaux profonds
- bande diagonale de Broca
- branche digastrique du nerf facial
- branche dorsale du nerf cubital
- nerf dorsal du clitoris
- nerf dorsal du pénis
- Nerf scapulaire dorsal
- plexus œsophagien
- nerf ethmoïdal
- nerf laryngé externe
- nerf nasal externe
- nerf facial
- nerf fémoral
- nerf frontal
- plexus gastrique
- ganglion géniculé
- branche génitale du nerf génito-fémoral
- Nerf génito-fémoral
- nerf glossopharyngien
- Nerf grand auriculaire
- Nerf grand occipital
- Nerf grand pétreux
- nerf petit pétreux
- plexus hépatique
- Nerf hypoglosse
- Nerf ilio-hypogastrique
- Nerf ilio-inguinal
- nerf alvéolaire inférieur
- nerf anal inférieur
- nerf cardiaque inférieur
- ganglion cervical inférieur
- Nerf glutéal inférieur
- plexus hypogastrique inférieur
- plexus mésentérique inférieur
- nerf inférieur palpébral
- Nerf sous-orbitaire
- plexus orbitaire
- nerf infratrochléaire
- nerf intercostal
- nerf cutané intermédiaire
- plexus carotidien
- nerf laryngé interne
- Interneurone
- ganglion jugulaire
- nerf lacrymal
- cordon latéral
- nerf cutané latéral de l'avant-bras
- nerf cutané latéral de la cuisse
- nerf pectoral latéral
- nerf plantaire latéral
- nerf ptérygoïdien latéral
- Nerf petit occipital
- nerf lingual
- nerfs ciliaires longs
- ganglion ciliaire
- Nerf thoracique long
- nerf subscapulaire inférieur
- nerfs lombaux
- plexus lombaire
- nerfs splanchniques lombaire
- nerf lumboinguinal
- plexus lombo-sacré
- tronc lumbosacral
- nerf mandibulaire
- branche mandibulaire marginale du nerf facial
- nerf massétérique
- nerf maxillaire
- cordon médial
- nerf cutané médial du bras
- nerf cutané médial de l'avant-bras
- nerf cutané médial
- nerf pectoral médial
- nerf plantaire médial
- nerf ptérygoïdien médial
- nerf médian
- plexus de Meissner
- Nerf mentonnier
- nerf cardiaque moyen
- ganglion cervical moyen
- nerf méningé moyen
- nerf moteur
- Branches musculaires du nerf radial
- nerf musculocutané
- nerf mylo-hyoïdien
- nerf nasal
- Nerf du canal ptérygoïdien
- Nerf obturateur interne
- Nerf carré fémoral
- nerf piriforme
- nerf stapédien
- nerf sous-clavier
- Nerf intermédiaire
- nerf temporo-buccal
- ganglion noueux
- Nerf obturateur
- Nerf oculomoteur
- nerf olfactif
- nerf ophtalmique
- Nerf optique
- ganglion otique
- plexus ovarien
- nerf naso-palatin
- Branche cutanée palmaire du nerf médian
- branche cutanée palmaire du nerf cubital
- plexus pancréatique
- plexus rotulienne
- nerfs splanchniques pelviens
- Perforation nerf cutané
- branche périnéale du nerf cutané postérieur de la cuisse
- nerf périnéal
- ganglion pétreux
- branche pharyngienne du nerf vague
- branche pharyngienne du nerf glossopharyngien
- Nerf pharyngien
- plexus pharyngien
- Nerf phrénique
- plexus phrénique
- nerf auriculaire postérieur
- Nerf spinal
- rameau ventral du nerf spinal
- branche du nerf spinal postérieur
- cordon postérieur
- Nerf cutané postérieur du bras
- Nerf cutané postérieur de l'avant-bras
- Nerf cutané postérieur de la cuisse
- nerfs scrotaux postérieurs
- Nerf alvéolaire postérieur supérieur
- nerfs digitaux palmaires
- plexus nerveux prostatique
- plexus latéro-prostatiques
- plexus nerveux hypo-gastrique
- Ganglion ptérygopalatin
- Nerf pudendal
- Plexus pudendal
- branches pulmonaires du nerf vague
- nerf radial
- nerf laryngé récurrent
- plexus rénal
- plexus sacral
- Nerfs splanchniques sacraux
- nerf saphène
- Nerf sciatique
- ganglion semi-lunaire
- nerf sensoriel
- nerfs ciliaires courts
- nerf sphéno-palatin
- plexus splénique
- branche stylo-hyoïdien du nerf facial
- nerf subcostal
- ganglion submandibulaire
- nerf sub-occipital
- branche superficielle du nerf radial
- nerf fibulaire superficiel
- nerf cardiaque supérieur
- ganglion cervical supérieur
- ganglion supérieur du nerf glosso-pharyngien
- ganglion inférieur du nerf glosso-pharyngien
- ganglion supérieur du nerf vague
- Nerf glutéal supérieur
- plexus hypogastrique supérieur
- nerf vestibulaire supérieur
- nerf laryngé supérieur
- nerf cutané latéral supérieur du bras
- plexus mésentérique supérieur
- plexus rectal supérieur
- Nerf supra-claviculaire
- nerf supra-orbital
- plexus supra-rénal
- Nerf supra-scapulaire
- nerf supratrochléaire
- nerf sural
- tronc sympathique
- branches temporales du nerf facial
- Troisième nerf occipital
- plexus aortique thoracique
- nerfs splanchniques thoraciques
- Nerf temporal profond moyen
- nerfs thoraco-abdominaux
- Nerf thoraco-dorsal
- nerf tibial
- Nerf transverse du cou
- nerf trijumeau
- Nerf trochléaire
- nerf tympanique
- nerf carotico-tympanique
- nerf ulnaire
- nerf subscapulaire supérieur
- plexus utéro-vaginal
- Nerf vague
- plexus nerveux vésical
- nerf vestibulaire
- Nerf vestibulocochléaire
- branche zygomatique du nerf facial
- nerf zygomatique
- nerf sous-zygomatique
- nerf orbito-zygomatique

- nerf temporo-zygomatique